# 8e conseil des ministres de la Saskatchewan
7e conseil des ministres 9e conseil des ministres
Le 8e conseil des ministres de la Saskatchewan (en anglais : 8th Saskatchewan Ministry) est le gouvernement de la Saskatchewan de 1944 à 1961.

## Gouvernement

### Composition initiale (10 juillet 1944)
| Fonction                                                           | Titulaire | Titulaire                 | Parti |
| ------------------------------------------------------------------ | --------- | ------------------------- | ----- |
| Président du conseil exécutif Ministre de la Santé publique        |           | Thomas Clement Douglas    | CCF   |
| Ministre de l'Agriculture                                          |           | George Hara Williams      | CCF   |
| Procureur général                                                  |           | John Wesley Corman        | CCF   |
| Ministre de l'Éducation                                            |           | Woodrow Stanley Lloyd     | CCF   |
| Ministre des Routes et des Transports                              |           | John Taylor Douglas       | CCF   |
| Ministre des Affaires municipales                                  |           | John Hewgill Brockelbank  | CCF   |
| Ministre des Ressources Naturelles                                 |           | Joseph Lee Phelps         | CCF   |
| Trésorier provincial                                               |           | Clarence Melvin Fines     | CCF   |
| Secrétaire Provincial                                              |           | Oakland Woods Valleau     | CCF   |
| Ministre des Travaux publics                                       |           | Lachlan Fraser McIntosh   | CCF   |
| Ministre de la Reconstruction, du Travail et du Bien-être publique |           | John Henry Sturdy         | CCF   |
| Ministre des Téléphones et Télégraphes                             |           | Charles Cromwell Williams | CCF   |

### Remaniement du 13 novembre 1944
| Fonction | Titulaire | Titulaire                                                                                  | Parti |
| --- | --------- | ------------------------------------------------------------------------------------------ | ----- |
| Président du conseil exécutif Ministre de la Santé publique                                                 |           | Thomas Clement Douglas                                                                     | CCF   |
| Ministre de l'Agriculture                                                                                   |           | George Hara Williams (jusqu'au 26/02/1945) Isidore Charles Nollet (à partir du 08/01/1946) | CCF   |
| Procureur général                                                                                           |           | John Wesley Corman                                                                         | CCF   |
| Ministre de la Coopération et du développement coopératif Ministre de l'Agriculture (26/02/1945-08/01/1946) |           | Lachlan Fraser McIntosh                                                                    | CCF   |
| Ministre de l'Éducation                                                                                     |           | Woodrow Stanley Lloyd                                                                      | CCF   |
| Ministre des Routes et des Transports Ministre des Travaux publics                                          |           | John Taylor Douglas                                                                        | CCF   |
| Ministre du Travail Ministre des Téléphones et Télégraphes                                                  |           | Charles Cromwell Williams                                                                  | CCF   |
| Ministre des Affaires municipales                                                                           |           | John Hewgill Brockelbank                                                                   | CCF   |
| Ministre des Ressources Naturelles et du développement industriel                                           |           | Joseph Lee Phelps                                                                          | CCF   |
| Trésorier provincial                                                                                        |           | Clarence Melvin Fines                                                                      | CCF   |
| Secrétaire Provincial Ministre du Bien-être publique (à partir du 15/11/1944)                               |           | Oakland Woods Valleau                                                                      | CCF   |
| Ministre de la Reconstruction et de la Réhabilitation                                                       |           | John Henry Sturdy                                                                          | CCF   |

### Remaniement du 4 août 1948
| Fonction | Titulaire | Titulaire                 | Parti |
| --- | --------- | ------------------------- | ----- |
| Président du conseil exécutif Ministre de la Santé publique                                                               |           | Thomas Clement Douglas    | CCF   |
| Ministre de l'Agriculture                                                                                                 |           | Isidore Charles Nollet    | CCF   |
| Procureur général |           | John Wesley Corman        | CCF   |
| Ministre de la Coopération et du développement coopératif Ministre des Affaires municipales                               |           | Lachlan Fraser McIntosh   | CCF   |
| Ministre de l'Éducation                                                                                                   |           | Woodrow Stanley Lloyd     | CCF   |
| Ministre des Routes et des Transports                                                                                     |           | John Taylor Douglas       | CCF   |
| Ministre du Travail Secrétaire Provincial                                                                                 |           | Charles Cromwell Williams | CCF   |
| Ministre des Travaux publics Ministre de la Reconstruction et de la Réhabilitation Ministre des Téléphones et Télégraphes |           | James Andrew Darling      | CCF   |
| Ministre des Ressources Naturelles et du développement industriel                                                         |           | John Hewgill Brockelbank  | CCF   |
| Trésorier provincial |           | Clarence Melvin Fines     | CCF   |
| Ministre du Bien-être publique                                                                                            |           | John Henry Sturdy         | CCF   |

### Remaniement du1eravril 1949
| Fonction                                                                                    | Titulaire | Titulaire                 | Parti |
| ------------------------------------------------------------------------------------------- | --------- | ------------------------- | ----- |
| Président du conseil exécutif Ministre de la Santé publique                                 |           | Thomas Clement Douglas    | CCF   |
| Ministre de l'Agriculture                                                                   |           | Isidore Charles Nollet    | CCF   |
| Procureur général                                                                           |           | John Wesley Corman        | CCF   |
| Ministre de la Coopération et du développement coopératif Ministre des Affaires municipales |           | Lachlan Fraser McIntosh   | CCF   |
| Ministre de l'Éducation                                                                     |           | Woodrow Stanley Lloyd     | CCF   |
| Ministre des Routes et des Transports                                                       |           | John Taylor Douglas       | CCF   |
| Ministre du Travail Secrétaire Provincial                                                   |           | Charles Cromwell Williams | CCF   |
| Ministre des Travaux publics Ministre des Téléphones et Télégraphes                         |           | James Andrew Darling      | CCF   |
| Ministre des Ressources Naturelles et du développement industriel                           |           | John Hewgill Brockelbank  | CCF   |
| Trésorier provincial                                                                        |           | Clarence Melvin Fines     | CCF   |
| Ministre du Bien-être publique et de la Réhabilitation                                      |           | John Henry Sturdy         | CCF   |

### Remaniement du 14 novembre 1949
| Fonction | Titulaire | Titulaire                 | Parti |
| --- | --------- | ------------------------- | ----- |
| Président du conseil exécutif Ministre de la Coopération et du développement coopératif                                            |           | Thomas Clement Douglas    | CCF   |
| Ministre de l'Agriculture |           | Isidore Charles Nollet    | CCF   |
| Procureur général |           | John Wesley Corman        | CCF   |
| Ministre des Affaires municipales                                                                                                  |           | Lachlan Fraser McIntosh   | CCF   |
| Ministre de l'Éducation |           | Woodrow Stanley Lloyd     | CCF   |
| Ministre des Routes et des Transports                                                                                              |           | John Taylor Douglas       | CCF   |
| Ministre du Travail Secrétaire Provincial                                                                                          |           | Charles Cromwell Williams | CCF   |
| Ministre des Travaux publics Ministre des Téléphones et Télégraphes                                                                |           | James Andrew Darling      | CCF   |
| Ministre des Ressources Naturelles et du développement industriel puis Ministre des Ressources Naturelles (à partir du 08/04/1950) |           | John Hewgill Brockelbank  | CCF   |
| Ministre de la Santé publique |           | Thomas John Bentley       | CCF   |
| Trésorier provincial |           | Clarence Melvin Fines     | CCF   |
| Ministre du Bien-être publique et de la Réhabilitation                                                                             |           | John Henry Sturdy         | CCF   |

### Remaniement du 24 octobre 1952
| Fonction                                                                                | Titulaire | Titulaire                 | Parti |
| --------------------------------------------------------------------------------------- | --------- | ------------------------- | ----- |
| Président du conseil exécutif Ministre de la Coopération et du développement coopératif |           | Thomas Clement Douglas    | CCF   |
| Ministre de l'Agriculture                                                               |           | Isidore Charles Nollet    | CCF   |
| Procureur général                                                                       |           | John Wesley Corman        | CCF   |
| Ministre des Affaires municipales                                                       |           | Lachlan Fraser McIntosh   | CCF   |
| Ministre de l'Éducation                                                                 |           | Woodrow Stanley Lloyd     | CCF   |
| Ministre des Routes et des Transports                                                   |           | John Taylor Douglas       | CCF   |
| Ministre du Travail                                                                     |           | Charles Cromwell Williams | CCF   |
| Ministre des Travaux publics                                                            |           | James Andrew Darling      | CCF   |
| Ministre des Ressources Naturelles                                                      |           | John Hewgill Brockelbank  | CCF   |
| Ministre de la Santé publique                                                           |           | Thomas John Bentley       | CCF   |
| Trésorier provincial                                                                    |           | Clarence Melvin Fines     | CCF   |
| Secrétaire Provincial                                                                   |           | Joseph William Burton     | CCF   |
| Ministre des Téléphones et Télégraphes                                                  |           | Alex Gordon Kuziak        | CCF   |
| Ministre du Bien-être publique et de la Réhabilitation                                  |           | John Henry Sturdy         | CCF   |

### Remaniement du1eravril 1953
| Fonction                                                                                | Titulaire | Titulaire                 | Parti |
| --------------------------------------------------------------------------------------- | --------- | ------------------------- | ----- |
| Président du conseil exécutif Ministre de la Coopération et du développement coopératif |           | Thomas Clement Douglas    | CCF   |
| Ministre de l'Agriculture                                                               |           | Isidore Charles Nollet    | CCF   |
| Procureur général                                                                       |           | John Wesley Corman        | CCF   |
| Ministre des Affaires municipales                                                       |           | Lachlan Fraser McIntosh   | CCF   |
| Ministre de l'Éducation                                                                 |           | Woodrow Stanley Lloyd     | CCF   |
| Ministre des Routes et des Transports                                                   |           | John Taylor Douglas       | CCF   |
| Ministre du Travail                                                                     |           | Charles Cromwell Williams | CCF   |
| Ministre des Travaux publics                                                            |           | James Andrew Darling      | CCF   |
| Ministre des Ressources minérales Ministre des Ressources Naturelles                    |           | John Hewgill Brockelbank  | CCF   |
| Ministre de la Santé publique                                                           |           | Thomas John Bentley       | CCF   |
| Trésorier provincial                                                                    |           | Clarence Melvin Fines     | CCF   |
| Secrétaire Provincial                                                                   |           | Joseph William Burton     | CCF   |
| Ministre du Bien-être publique et de la Réhabilitation                                  |           | John Henry Sturdy         | CCF   |
| Ministre des Téléphones                                                                 |           | Alex Gordon Kuziak        | CCF   |

### Remaniement du 27 juillet 1956
| Fonction | Titulaire | Titulaire                                                                                  | Parti |
| --- | --------- | ------------------------------------------------------------------------------------------ | ----- |
| Président du conseil exécutif Ministre de la Coopération et du développement coopératif                       |           | Thomas Clement Douglas                                                                     | CCF   |
| Ministre de l'Agriculture                                                                                     |           | Isidore Charles Nollet                                                                     | CCF   |
| Procureur général Secrétaire Provincial (à partir du 30/08/1957)                                              |           | Robert Alexander Walker                                                                    | CCF   |
| Ministre des Affaires municipales                                                                             |           | Lachlan Fraser McIntosh                                                                    | CCF   |
| Ministre de l'Éducation                                                                                       |           | Woodrow Stanley Lloyd                                                                      | CCF   |
| Ministre des Routes et des Transports                                                                         |           | John Taylor Douglas                                                                        | CCF   |
| Ministre du Travail Ministre des Téléphones                                                                   |           | Charles Cromwell Williams                                                                  | CCF   |
| Ministre des Travaux publics                                                                                  |           | James Andrew Darling (jusqu'au 31/08/1956) Clarence George Willis (à partir du 31/08/1956) | CCF   |
| Ministre des Ressources minérales                                                                             |           | John Hewgill Brockelbank                                                                   | CCF   |
| Ministre des Ressources Naturelles                                                                            |           | Alex Gordon Kuziak                                                                         | CCF   |
| Ministre de la Santé publique                                                                                 |           | Jacob Walter Erb                                                                           | CCF   |
| Trésorier provincial                                                                                          |           | Clarence Melvin Fines                                                                      | CCF   |
| Secrétaire Provincial (jusqu'au 30/08/1957) Ministre des Voyages et des Informations (à partir du 01/04/1957) |           | Russell Brown                                                                              | CCF   |
| Ministre du Bien-être publique et de la Réhabilitation                                                        |           | Thomas John Bentley                                                                        | CCF   |
| Ministre sans portefeuille                                                                                    |           | John Henry Sturdy                                                                          | CCF   |

### Remaniement du 11 juillet 1960
| Fonction                                                  | Titulaire | Titulaire                   | Parti |
| --------------------------------------------------------- | --------- | --------------------------- | ----- |
| Président du conseil exécutif                             |           | Thomas Clement Douglas      | CCF   |
| Ministre de l'Agriculture                                 |           | Isidore Charles Nollet      | CCF   |
| Procureur général Secrétaire Provincial                   |           | Robert Alexander Walker     | CCF   |
| Ministre des Affaires municipales                         |           | Lachlan Fraser McIntosh     | CCF   |
| Ministre de la Coopération et du développement coopératif |           | Olaf Alexander Turnbull     | CCF   |
| Ministre de l'Éducation                                   |           | Woodrow Stanley Lloyd       | CCF   |
| Ministre des Routes et des Transports                     |           | John Taylor Douglas         | CCF   |
| Ministre du Travail Ministre des Téléphones               |           | Charles Cromwell Williams   | CCF   |
| Ministre des Travaux publics                              |           | Clarence George Willis      | CCF   |
| Ministre des Ressources minérales                         |           | John Hewgill Brockelbank    | CCF   |
| Ministre des Ressources Naturelles                        |           | Alex Gordon Kuziak          | CCF   |
| Ministre de la Santé publique                             |           | Jacob Walter Erb            | CCF   |
| Trésorier provincial                                      |           | Clarence Melvin Fines       | CCF   |
| Ministre des Voyages et des Informations                  |           | Russell Brown               | CCF   |
| Ministre du Bien-être publique et de la Réhabilitation    |           | Alexander Malcolm Nicholson | CCF   |
| Ministre sans portefeuille                                |           | John Henry Sturdy           | CCF   |

### Remaniement du1eraoût 1960
| Fonction                                                                                 | Titulaire | Titulaire                   | Parti |
| ---------------------------------------------------------------------------------------- | --------- | --------------------------- | ----- |
| Président du conseil exécutif                                                            |           | Thomas Clement Douglas      | CCF   |
| Ministre de l'Agriculture                                                                |           | Isidore Charles Nollet      | CCF   |
| Procureur général Secrétaire Provincial                                                  |           | Robert Alexander Walker     | CCF   |
| Ministre des Affaires municipales                                                        |           | Lachlan Fraser McIntosh     | CCF   |
| Ministre de la Coopération et du développement coopératif                                |           | Olaf Alexander Turnbull     | CCF   |
| Ministre de l'Éducation                                                                  |           | Allan Emrys Blakeney        | CCF   |
| Trésorier provincial                                                                     |           | Woodrow Stanley Lloyd       | CCF   |
| Ministre du Travail Ministre des Téléphones                                              |           | Charles Cromwell Williams   | CCF   |
| Ministre des Travaux publics (jusqu'au 29/08/1960) Ministre des Routes et des Transports |           | Clarence George Willis      | CCF   |
| Ministre des Travaux publics (à partir du 29/08/1960)                                    |           | William Gwynne Davies       | CCF   |
| Ministre des Ressources minérales                                                        |           | John Hewgill Brockelbank    | CCF   |
| Ministre des Ressources Naturelles                                                       |           | Alex Gordon Kuziak          | CCF   |
| Ministre de la Santé publique                                                            |           | Jacob Walter Erb            | CCF   |
| Ministre de l'Industrie et des Informations                                              |           | Russell Brown               | CCF   |
| Ministre du Bien-être publique et de la Réhabilitation                                   |           | Alexander Malcolm Nicholson | CCF   |